# Didier Quella-Guyot
Didier Quella-Guyot est un scénariste de bande dessinée, critique et enseignant né le 7 juillet 1955 à Rochefort-sur-Mer (Charente-Maritime).

## Biographie
Didier Quella-Guyot est né à Rochefort-sur-Mer.
Il soutient en 1989 à Toulouse une thèse de doctorat en lettres sur les mots et les jeux de mots dans la bande dessinée : Jeu de mots et création verbale dans la bande dessinée francophone. Détaché auprès du Centre régional de documentation pédagogique de Poitou-Charente, il devient directeur de la collection « La BD de case en classe », ouvrages didactiques à destination des enseignants. Dans ce cadre, il participe à des guides comme Premières pages, premières cases, S’initier à la BD en primaire, 100 séquences de bande dessinée, etc. Il écrit plusieurs études sur Tintin au Tibet. 
En parallèle, il enseigne les lettres et l'histoire, notamment au lycée Kyoto de Poitiers jusqu'à sa retraite à la fin des années 2010. En outre, il organise des expositions, ainsi que des séminaires sur le thème « Enseigner la Bande Dessinée », organisés conjointement à Angoulême par plusieurs acteurs culturels. En tant que chroniqueur de bande dessinée, il publie sur les sites L@BD et BDZoom.
Il est également scénariste de bandes dessinées. Il envoie d'abord des strips à des journaux, sans succès. La première série publiée est Mélusine, Fée serpente, avec Sophie Balland au dessin, publié chez Geste Éditions en 2000 ; il s'inspire d'une « vieille légende poitevine » au style heroic fantasy. Toujours avec Balland, il crée Les Amours de la Roche Courbon (2003), inspiré de Pierre Loti, puis la trilogie Pyramides (2004-2006, Emmanuel Proust éditions), une « histoire policière avec un arrière-plan historique ». Il écrit avec Julien Moca le scénario de L'affaire de l'auberge rouge, dessiné et mis en couleur par Stéphane De Caneva (2010). Il s'associe avec Luc Turlan pour Les Cagouilles, bande dessinée animalière et humoristique fondée sur des anti-héros,, ainsi que d'autres livres comme Les Lumas. En 2008, il livre Le Marathon de Safia, servi par le dessin de Sébastien Verdier. En 2009, pour la collection « Agatha Christie » des éditions Emmanuel Proust, il adapte La Maison du péril avec Thierry Jollet. S'associant avec Sébastien Morice, Quella-Guyot réalise ensuite une adaptation de Boitelle, nouvelle de Guy de Maupassant, sous le titre Boitelle et le Café des colonies (publié en 2010), qui aborde le racisme dans les campagnes à la fin du XIXe siècle,. Les mêmes auteurs entreprennent ensuite le diptyque Papeete, 1914, publié en 2011-2012,. Le second volume, Rouge Tahiti, est récompensé du prix de la BD au festival Livre & mer de Concarneau. Quella-Guyot est l'auteur du scénario de Spyware, diptyque mis en image par Jean-Claude Bauer (2013-2016),. Reprenant la collaboration avec Morice, Quella-Guyot livre en 2015 Facteur pour femmes (Bamboo Édition). L'œuvre vaut aux auteurs le grand prix de la BD bretonne au festival Penn ar BD de Lorient. Il travaille ensuite avec Arnaud Floc'h sur le diptyque Monument Amour (2017-2018),. De nouveau avec Morice, il crée L'île aux remords (2017). Avec Emmanuel Cassier (dessin), il crée Esclaves de l'île de Pâques (2018). La même année, avec Olivier Dauger, il publie Hélène Boucher, l'étoile filante, sur l'aviatrice du même nom. En 2019, il participe à la collection « Hercule Poirot » des éditions Paquet en adaptant Rendez-vous avec la mort à partir du roman éponyme d'Agatha Christie ; Marek en est le dessinateur.
En 2021 paraît le second volume de Facteur pour femmes, dessiné par Manu Cassier.

### Vie personnelle
Didier Quella-Guyot a un frère jumeau, Alain Quella-Villéger, écrivain et enseignant.

## Œuvres

### Études
- 50 mots : la bande dessinée, Desclée de Brouwer, 1990  (ISBN 978-2220031712) (BNF 35345577)
- La bande dessinée, Hachette, coll. « Qui, quand, quoi ? », 1998  (ISBN 978-2012915923) (BNF 35797302)
- Hergé, mots et jeux de mots, L'Apart éditions, coll. « Récits », 2013  (ISBN 978-2360351015) (BNF 43524141)

### Bandes dessinées
Sauf indication contraire, Didier Quella-Guyot est scénariste.
- Mélusine, Fée serpente, dessin et couleurs de Sophie Balland, Geste Éditions

1. La Grand'Goule, septembre 2000  (ISBN 2-84561-013-0) (BNF 37199068)
2. Geoffroy la Grand'Dent, décembre 2001  (ISBN 2-84561-046-7) (BNF 38814569)

- Les Amours de la Roche Courbon, dessin et couleurs de Sophie Balland, Geste Éditions, janvier 2003  (ISBN 2-84561-082-3) (BNF 38985087)
- Pyramides, dessin de Sophie Balland, couleur de Mélanie Dupas, Emmanuel Proust éditions, coll. « Trilogies »

1. Moucharabieh, septembre 2004  (ISBN 2-84810-026-5) (BNF 39253723)
2. La Sphinge, octobre 2005  (ISBN 2-84810-062-1) (BNF 40086294)
3. Danses du ventre, septembre 2006  (ISBN 2-84810-139-3) (BNF 40232673)

- Le Marathon de Safia, dessin de Sébastien Verdier, couleurs de Marlène Miravitllas, Emmanuel Proust éditions, coll. « Atmosphères sport », août 2008  (ISBN 978-2-84810-159-0) (BNF 41493107)
- Les Cagouilles, avec Luc Turlan, Geste Éditions, octobre 2009  (ISBN 978-2-84561-605-9)
- Série Agatha Christie, volume 19 : La Maison du péril, dessin de Thierry Jollet, couleurs de Baloo, Emmanuel Proust éditions, décembre 2009  (ISBN 978-2-84810-238-2) (BNF 42631415)
- Boitelle et le Café des colonies, adapté de la nouvelle Boitelle de Guy de Maupassant, dessin et couleurs de Sébastien Morice, Petit à Petit, coll. « Littérature en BD », septembre 2010  (ISBN 978-2-84949-170-6) (BNF 42279454)
- Série « Les grandes affaires criminelles et mystérieuses » : volume 2 : L'affaire de l'auberge rouge, co-scénarisé avec Julien Moca, dessin et couleurs de Stéphane De Caneva, éd. De Borée, octobre 2010  (ISBN 978-2-8129-0140-9) (BNF 42332104)
- Papeete, 1914, dessin de Sébastien Morice, couleurs de Morice et Sébastien Hombel, Emmanuel Proust Éditions, coll. « Atmosphères »

1. Rouge Tahiti, octobre 2011  (ISBN 978-2-84810-358-7) (BNF 42605758)
2. Bleu Horizon, octobre 2012  (ISBN 978-2-84810-426-3) (BNF 43533770)

- Spyware, dessin de Jean-Claude Bauer, Sandawe

1. Otaku, juin 2013  (ISBN 978-2-930623-13-9) (BNF 43629115)
2. Kampuchea, août 2016  (ISBN 978-2-390-14109-9) (BNF 45091813)

- Facteur pour femmes, dessin et couleurs de Sébastien Morice, Bamboo Édition, coll. « Grand Angle », septembre 2015  (ISBN 978-2-8189-3413-5) (BNF 44431099)
- Monument Amour, dessin d'Arnaud Floc'h, couleurs de Sébastien Bouët, Bamboo Édition, coll. « Grand Angle »

1. Chiens de guerre, mai 2017  (ISBN 978-2-8189-4155-3) (BNF 45284704)
2. Femmes de pierre, juin 2018  (ISBN 978-2-8189-4685-5) (BNF 45530330)

- L'île aux remords, dessin et couleurs de Sébastien Morice, Bamboo Édition, coll. « Grand Angle », octobre 2017  (ISBN 978-2-8189-4290-1) (BNF 45362548)
- Esclaves de l'île de Pâques, dessin d'Emmanuel Cassier, La boîte à bulles, mai 2018  (ISBN 978-2-84953-301-7) (BNF 45504927)
- Hélène Boucher, l'étoile filante, dessin et couleurs d'Olivier Dauger, Paquet, coll. « Cockpit », juin 2018  (ISBN 978-2-88890-883-8)
- Hercule Poirot, volume 2 : Rendez-vous avec la mort, adapté du roman éponyme d'Agatha Christie, dessin de Marek, couleurs Fabien Alquier et Cristina Stella, Paquet, coll. « Agatha Christie », juin 2019  (ISBN 978-2-88890-971-2) (BNF 43641176)
- Évadées du harem, avec Alain Quella-Villéger (scénario) et Sara Colaone (dessin), Steinkis, août 2020  (ISBN 978-2368462614)
- Facteur pour femmes, tome 2, dessin de Manu Cassier, Bamboo - Grand Angle, 2021  (ISBN 978-2-81897-551-0)

### Autres
- Petits crimes au bord du jour, L'àpart Éditions, coll. Clair de noir, 2013  (ISBN 978-2360351442) (BNF 43756054)
- Petits meurtres au bord de l'eau, L'àpart Éditions, coll. Clair de noir, 2013  (ISBN 978-2360351435) (BNF 43748199)

## Prix
- 2012 : prix de la BD au festival Livre & mer de Concarneau : Rouge Tahiti[18] ;
- 2016
  - grand prix de la BD bretonne au festival Penn ar BD de Lorient, avec Sébastien Morice : Facteur pour femmes[22] ;
  - prix Diagonale du meilleur album, avec Sébastien Morice : Facteur pour femmes[29] ;
- 2017 : prix du festival Du vent dans les BD, catégorie adultes, avec Sébastien Morice : Facteur pour femmes[30].

#### Interviews
- Laurent Lessous, « Didier Quella-Guyot (1/2) : "Ce qui m’intéresse, c’est d’ajouter un récit personnel à quelque chose qui ne m’appartient pas" », sur Cases d'histoire, 17 janvier 2018.
- Laurent Lessous, « Didier Quella-Guyot (2/2) : "Les brassages qu’ont provoqués les colonisations, les idéologies qu’elles ont tenté d’imposer, les résistances qu’elles ont suscitées, tout cela m’intéresse" », sur Cases d'histoire, 17 janvier 2018.